# Dampfbahn Furka-Bergstrecke (azienda)
DFB - Dampfbahn Furka-Bergstrecke AG è una società per azioni, senza fini di lucro, responsabile della gestione e della manutenzione della tratta ferroviaria Realp-Oberwald, già dismessa dalla Furka-Oberalp-Bahn, del suo materiale rotabile e delle sue infrastrutture.
Venne fondata il 22 febbraio 1986 con sede in  Oberwald. Nel 1990 ha ottenuto le prescritte autorizzazioni all'esercizio delle strutture ferroviarie tra Realp e Gletsch (frazione di Oberwald), già in precedenza acquisite dalla società che gestiva la ferrovia del Furka-Oberalp. Nel 2006 la società aveva 12.364 soci in tutto il mondo..
Nel corso del 1990 sono state reperite, sia in Svizzera che nel resto del mondo, delle locomotive a vapore, di cui una addirittura in Vietnam. Due di esse sono le ex FO HG 3/4 n. 1 e 9, che avevano svolto servizio sulla linea di valico della Furka, che sono state restaurate e messe in perfetto ordine di marcia.
Come titolare di una licenza di esercizio federale, la DFB è soggetta al controllo dell'Ufficio federale dei trasporti, che verifica i requisiti di sicurezza strutturali e tecnici delle infrastrutture nonché l'omologazione dei rotabili.
L'azienda è diretta da un manager responsabile che coordina il lavoro di più di 50 agenti professionalizzati, che si occupano di tutte le mansioni necessarie di guida, verifica, manutenzione e attività commerciali. Quasi tutti utilizzano il loro tempo libero a titolo gratuito o con soli rimborsi spese. Il personale stabile viene assunto come lavoratore stagionale o compensato a prestazione.
L'esercizio ferroviario rispetta le norme di esercizio ufficiali della Matterhorn-Gotthard-Bahn (MGB).